# 姚大榮
姚大榮（?—?），字儷桓，一字芷峰，貴州省安順府普定縣人，清朝政治人物、同進士出身。
光緒九年（1883年）癸未科進士，三甲六十三名，同年五月，著以内阁中书。
，后官至大理寺推丞。著有《惜道味齋詩文集》、《馬士英洗冤錄》。